# Michael Wolfinger

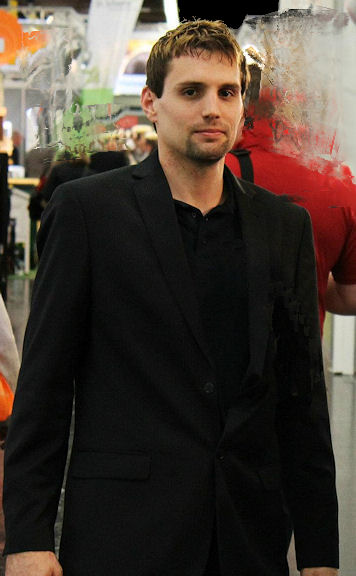
Michael Wolfinger auf der Interzoo in Nürnberg, 2012

Michael Wolfinger (* 16. Februar 1978 in Nürnberg) ist ein Aquaristiker im Bereich der Süßwassergarnelen.

## Leben und Werdegang
In seiner Kindheit erhielt Wolfinger von seinem Vater Anregungen für seine Beschäftigung mit der Aquaristik. Seit seinem elften Lebensjahr befasste er sich, motiviert durch sein erstes eigenes Aquarium, mit der Zucht von Garnelen und Malawiseecichliden.
Nach seiner Ausbildung und späteren Anstellung als Heizungsbauer gab er 2001 seinen erlernten Beruf auf. Seine Leidenschaft, die Cichliden- und Garnelenzucht, stellte er auf eine berufliche Basis, indem er eine Firma in Nürnberg-Katzwang eröffnete, in der die bisherigen Zuchterfolge angeboten und verkauft wurden. Im Jahre 2005 führte er einen Großhandel mit dem Schwerpunkt auf Süßwassergarnelen und die Nano-Aquaristik in Nürnberg-Katzwang ein und erstellte eine Internetseite über Krankheiten von Garnelen.
Die Homepage hat durch die jahrelange Erfahrungen mit der Haltung und Zucht von Garnelen durch intensive Zusammenarbeit mit verschiedenen Fachärzten im In- und Ausland und durch Studien an erkrankten Garnelen einen bis dahin nicht erreichten, in zahlreichen Publikationen gesicherten Stand an Fachkenntnis, Bild- und Informationsmaterial über Erkrankungen bei Garnelen in der Aquaristik erreicht.
Michael Wolfinger ist Autor zahlreicher Bücher und weiterer Veröffentlichungen in Fachzeitschriften bekannt. Zu seinen meistgelesenen Werken zählt das Buch Krankheiten der Süßwassergarnelen im Aquarium. Am 13. Oktober 2012 wurde die Firma um eine zweite Filiale mit den Schwerpunkten Garnelen, Diskusfische und Nano-Meeraquaristik mit Sitz in Nürnberg-Weiherhaus erweitert.

## Soziale Projekte
Wolfingers Firma betreibt zahlreiche Projekte und eine Auffangstation für Flusskrebse. Er setzt sich auch für soziale Projekte ein, unter anderem für Aquaristik-Projekte in öffentlichen Schulen und Kinderheimen wie z. B. dem Kinderheim St. Michael in Fürth, in dem in Zusammenarbeit mit den dort lebenden Waisenkindern 2004 ein 1000 Liter fassendes Aquarium aufgebaut und eingerichtet wurde.